# فهرست فیلم‌های شماره یک گیشه ژاپن (۲۰۲۳)
فهرست فیلم‌های شماره یک گیشه ژاپن (انگلیسی: List of 2023 box office number-one films in Japan) در زیر فهرستی از فیلم‌های شماره یک ۲۰۲۳ گیشه در ژاپن" به تفکیک هفته آمده است. هنگامی که فیلم شماره یک به‌طور ناخالص با فیلم شماره یک در پذیرش یکسان نباشد، هر دو لیست می‌شوند.
| هفته # | تاریخ           | فیلم                                                       | ناخالص                 | یادداشت       |
| ------ | --------------- | ---------------------------------------------------------- | ---------------------- | ------------- |
| ۱      | ۸ ژانویه ۲۰۲۳   | اولین اسلم دانک                                            | ۳٬۶۴۰٬۹۰۰ دلار آمریکا  | [ ۱ ]         |
| ۲      | ۱۵ ژانویه ۲۰۲۳  | اولین اسلم دانک                                            | ۳٬۳۴۰٬۹۰۰ دلار آمریکا  | [ ۲ ]         |
| ۳      | ۲۲ ژانویه ۲۰۲۳  | اولین اسلم دانک                                            | ۳٬۱۶۸٬۲۰۰ دلار آمریکا  | [ ۳ ]         |
| ۴      | ۲۹ ژانویه ۲۰۲۳  | افسانه و پروانه                                            | ۳٬۸۳۸٬۴۰۰ دلار آمریکا  | [ ۴ ]         |
| ۵      | ۵ فوریه ۲۰۲۳    | شیطان کش: کیمتسو نو یائیبا - به سوی روستای شمشیرسازی       | ۸٬۷۸۸٬۹۰۰ دلار آمریکا  | [ ۵ ]         |
| ۶      | ۱۲ فوریه ۲۰۲۳   | شیطان کش: کیمتسو نو یائیبا - به سوی روستای شمشیرسازی       | ۴٬۳۱۳٬۳۰۰ دلار آمریکا  | [ ۶ ]         |
| ۷      | ۱۹ فوریه ۲۰۲۳   | مرد مورچه‌ای و زنبورک: شیدایی کوانتومی                      | ۳٬۰۵۹٬۳۰۰ دلار آمریکا  | [ ۷ ]         |
| ۸      | ۲۶ فوریه ۲۰۲۳   | The First Slam Dunk                                        | ۲٬۲۸۰٬۶۰۰ دلار آمریکا  | In attendance |
| ۸      | ۲۶ فوریه ۲۰۲۳   | Demon Slayer: Kimetsu no Yaiba – To the Swordsmith Village | ۲٬۲۸۴٬۹۰۰ دلار آمریکا  | In gross      |
| ۹      | ۵ مارس ۲۰۲۳     | دورائمون: اتوپیای آسمانی نوبیتا                            | ۴٬۸۸۷٬۶۰۰ دلار آمریکا  | [ ۹ ]         |
| ۱۰     | ۱۲ مارس ۲۰۲۳    | دورائمون: اتوپیای آسمانی نوبیتا                            | ۳٬۴۸۶٬۳۰۰ دلار آمریکا  | [ ۱۰ ]        |
| ۱۱     | ۱۹ مارس ۲۰۲۳    | As Long as We Both Shall Live                              | ۴٬۹۸۸٬۴۰۰ دلار آمریکا  | [ ۱۱ ]        |
| ۱۲     | ۲۶ مارس ۲۰۲۳    | دورائمون: اتوپیای آسمانی نوبیتا                            | ۲٬۹۸۱٬۸۰۰ دلار آمریکا  | [ ۱۲ ]        |
| ۱۳     | ۲ آوریل ۲۰۲۳    | دورائمون: اتوپیای آسمانی نوبیتا                            | ۲٬۴۴۱٬۹۰۰ دلار آمریکا  | [ ۱۳ ]        |
| ۱۴     | ۹ آوریل ۲۰۲۳    | دورائمون: اتوپیای آسمانی نوبیتا                            | ۱٬۵۴۰٬۱۰۰ دلار آمریکا  | [ ۱۴ ]        |
| ۱۵     | ۱۶ آوریل ۲۰۲۳   | کارآگاه کانن: زیردریایی آهن سیاه                           | ۲۳٬۴۷۳٬۹۰۰ دلار آمریکا | [ ۱۵ ]        |
| ۱۶     | ۲۳ آوریل ۲۰۲۳   | کارآگاه کانن: زیردریایی آهن سیاه                           | ۱۲٬۰۳۷٬۶۰۰ دلار آمریکا | [ ۱۶ ]        |
| ۱۷     | ۳۰ آوریل ۲۰۲۳   | فیلم برادران سوپر ماریو                                    | ۱۳٬۳۸۷٬۳۰۰ دلار آمریکا | [ ۱۷ ]        |
| ۱۸     | ۷ مه ۲۰۲۳       | فیلم برادران سوپر ماریو                                    | ۱۸٬۳۱۶٬۰۰۰ دلار آمریکا | [ ۱۸ ]        |
| ۱۹     | ۱۴ مه ۲۰۲۳      | فیلم برادران سوپر ماریو                                    | ۷٬۸۴۶٬۹۰۰ دلار آمریکا  | [ ۱۹ ]        |
| ۲۰     | ۲۱ مه ۲۰۲۳      | فست اکس                                                    | ۷٬۱۹۹٬۹۰۰ دلار آمریکا  | [ ۲۰ ]        |
| ۲۱     | ۲۸ مه ۲۰۲۳      | The Super Mario Bros. Movie                                | ۴٬۵۰۷٬۲۰۰ دلار آمریکا  | [ ۲۱ ]        |
| ۲۲     | ۴ ژوئن ۲۰۲۳     | The Super Mario Bros. Movie                                | ۴٬۱۰۵٬۲۰۰ دلار آمریکا  | [ ۲۲ ]        |
| ۲۳     | ۱۱ ژوئن ۲۰۲۳    | پری دریایی کوچولو (فیلم ۲۰۲۳)                              | ۵٬۱۰۳٬۷۰۰ دلار آمریکا  | [ ۲۳ ]        |
| ۲۴     | ۱۸ ژوئن ۲۰۲۳    | پری دریایی کوچولو (فیلم ۲۰۲۳)                              | ۲٬۸۵۶٬۱۰۰ دلار آمریکا  | [ ۲۴ ]        |
| ۲۵     | ۲۵ ژوئن ۲۰۲۳    | پری دریایی کوچولو (فیلم ۲۰۲۳)                              | ۲٬۳۷۶٬۴۰۰ دلار آمریکا  | [ ۲۵ ]        |
| ۲۶     | ۲ ژوئیه ۲۰۲۳    | انتقام جویان توکیو                                         | ۴٬۱۷۹٬۹۰۰ دلار آمریکا  | In attendance |
| ۲۶     | ۲ ژوئیه ۲۰۲۳    | ایندیانا جونز و گردانه سرنوشت                              | ۴٬۴۷۷٬۰۰۰ دلار آمریکا  | In gross      |
| ۲۷     | ۹ ژوئیه ۲۰۲۳    | ایندیانا جونز و گردانه سرنوشت                              | ۲٬۷۶۵٬۲۰۰ دلار آمریکا  | [ ۲۷ ]        |
| ۲۸     | ۱۶ ژوئیه ۲۰۲۳   | پسرک و مرغ ماهی‌خوار                                        | ۱۱٬۷۵۹٬۸۰۰ دلار آمریکا | [ ۲۸ ]        |
| ۲۹     | ۲۳ ژوئیه ۲۰۲۳   | مأموریت: غیرممکن – روزشمار مرگ                             | ۷٬۵۴۶٬۲۰۰ دلار آمریکا  | [ ۲۹ ]        |
| ۳۰     | ۳۰ ژوئیه ۲۰۲۳   | پادشاهی ۳: شعله سرنوشت                                     | ۷٬۳۹۳٬۴۰۰ دلار آمریکا  | [ ۳۰ ]        |
| ۳۱     | ۶ اوت ۲۰۲۳      | پادشاهی ۳: شعله سرنوشت                                     | ۴٬۱۸۱٬۷۰۰ دلار آمریکا  | [ ۳۱ ]        |
| ۳۲     | ۱۳ اوت ۲۰۲۳     | پادشاهی ۳: شعله سرنوشت                                     | ۴٬۱۵۵٬۱۰۰ دلار آمریکا  | [ ۳۲ ]        |
| ۳۳     | ۲۰ اوت ۲۰۲۳     | پادشاهی ۳: شعله سرنوشت                                     | ۲٬۱۵۹٬۹۰۰ دلار آمریکا  | [ ۳۳ ]        |
| ۳۴     | ۲۷ اوت ۲۰۲۳     | مگ ۲: گودال                                                | ۲٬۹۵۷٬۹۰۰ دلار آمریکا  | [ ۳۴ ]        |
| ۳۵     | ۳ سپتامبر ۲۰۲۳  | عمارت متروکه (فیلم ۲۰۲۳)                                   | ۳٬۲۵۱٬۷۰۰ دلار آمریکا  | [ ۳۵ ]        |
| ۳۶     | ۱۰ سپتامبر ۲۰۲۳ | City Hunter the Movie: Angel Dust                          | ۲٬۲۲۲٬۳۰۰ دلار آمریکا  | [ ۳۶ ]        |
| ۳۷     | ۱۷ سپتامبر ۲۰۲۳ | Don't Call It Mystery                                      | ۵٬۷۵۰٬۸۰۰ دلار آمریکا  | [ ۳۷ ]        |
| ۳۸     | ۲۴ سپتامبر ۲۰۲۳ | Don't Call It Mystery                                      | ۳٬۵۰۵٬۴۰۰ دلار آمریکا  | [ ۳۸ ]        |
| ۳۹     | ۱ اکتبر ۲۰۲۳    | Don't Call It Mystery                                      | ۲٬۶۳۳٬۷۰۰ دلار آمریکا  | [ ۳۹ ]        |
| ۴۰     | ۸ اکتبر ۲۰۲۳    | Don't Call It Mystery                                      | ۲٬۰۸۸٬۳۰۰ دلار آمریکا  | [ ۴۰ ]        |
| ۴۱     | ۱۵ اکتبر ۲۰۲۳   | Don't Call It Mystery                                      | ۱٬۳۲۴٬۴۰۰ دلار آمریکا  | [ ۴۱ ]        |
| ۴۲     | ۲۲ اکتبر ۲۰۲۳   | فیلم وان پیس: قرمز                                         | ۱٬۰۶۰٬۵۰۰ دلار آمریکا  | In attendance |
| ۴۲     | ۲۲ اکتبر ۲۰۲۳   | آفریننده (فیلم ۲۰۲۳)                                       | ۱٬۰۹۳٬۹۰۰ دلار آمریکا  | In gross      |
| ۴۳     | ۲۹ اکتبر ۲۰۲۳   | Don't Call It Mystery                                      | ۷۹۵٬۷۰۰ دلار آمریکا    | [ ۴۳ ]        |
| ۴۴     | ۵ نوامبر ۲۰۲۳   | گودزیلا منهای یک                                           | ۶٬۹۵۴٬۲۰۰ دلار آمریکا  | [ ۴۴ ]        |
| ۴۵     | ۱۲ نوامبر ۲۰۲۳  | گودزیلا منهای یک                                           | ۳٬۶۸۹٬۰۰۰ دلار آمریکا  | [ ۴۵ ]        |
| ۴۶     | ۱۹ نوامبر ۲۰۲۳  | گودزیلا منهای یک                                           | ۲٬۸۳۶٬۰۰۰ دلار آمریکا  | [ ۴۶ ]        |
| ۴۷     | ۲۶ نوامبر ۲۰۲۳  | Fly Me to the Saitama: From Biwa Lake with Love            | ۲٬۷۸۴٬۷۰۰ دلار آمریکا  | [ ۴۷ ]        |
| ۴۸     | ۳ دسامبر ۲۰۲۳   | Fly Me to the Saitama: From Biwa Lake with Love            | ۲٬۰۱۱٬۳۰۰ دلار آمریکا  | [ ۴۸ ]        |
| ۴۹     | ۱۰ دسامبر ۲۰۲۳  | وانکا (فیلم)                                               | ۲٬۸۵۳٬۰۰۰ دلار آمریکا  | [ ۴۹ ]        |
| ۵۰     | ۱۷ دسامبر ۲۰۲۳  | آرزو (فیلم ۲۰۲۳)                                           | ۴٬۳۰۲٬۸۰۰ دلار آمریکا  | [ ۵۰ ]        |
| ۵۱     | ۲۴ دسامبر ۲۰۲۳  | جاسوس × کد خانواده: سفید                                   | ۸٬۵۹۷٬۰۰۰ دلار آمریکا  | [ ۵۱ ]        |
| ۵۲     | ۳۱ دسامبر ۲۰۲۳  | جاسوس × کد خانواده: سفید                                   | ۵٬۵۷۶٬۴۰۰ دلار آمریکا  | [ ۵۲ ]        |

## پرفروش‌ترین فیلم‌ها
| رتبه | عنوان                               | ناخالص                                                  |
| ---- | ----------------------------------- | ------------------------------------------------------- |
| ۱    | اولین اسلم دانک                     | ¥۱۵٫۸۷ billion (سال ناشناختهٔ ۲۰۲۳» million دلار آمریکا) |
| ۲    | فیلم برادران سوپر ماریو             | ¥۱۴٫۰۲ billion (سال ناشناختهٔ ۲۰۲۳» million دلار آمریکا) |
| ۳    | کارآگاه کانن: زیردریایی آهن سیاه    | ¥۱۳٫۸۸ billion (سال ناشناختهٔ ۲۰۲۳» million دلار آمریکا) |
| ۴    | پسرک و مرغ ماهی‌خوار                 | ¥۸٫۸۴ billion (سال ناشناختهٔ ۲۰۲۳» million دلار آمریکا)  |
| ۵    | پادشاهی ۳: شعله سرنوشت              | ¥۵٫۶۰ billion (سال ناشناختهٔ ۲۰۲۳» million دلار آمریکا)  |
| ۶    | گودزیلا منهای یک                    | ¥۵٫۵۹ billion (سال ناشناختهٔ ۲۰۲۳» million دلار آمریکا)  |
| ۷    | مأموریت: غیرممکن – روزشمار مرگ      | ¥۵٫۴۳ billion (سال ناشناختهٔ ۲۰۲۳» million دلار آمریکا)  |
| ۸    | اسمش را رمزآلود نگذارید             | ¥۴٫۸۰ billion (سال ناشناختهٔ ۲۰۲۳» million دلار آمریکا)  |
| ۹    | توکیو MER: اتاق اورژانس سیار – فیلم | ¥۴٫۵۳ billion (سال ناشناختهٔ ۲۰۲۳» million دلار آمریکا)  |
| ۱۰   | دورائمون: اتوپیای آسمانی نوبیتا     | ¥۴٫۳۴ billion (سال ناشناختهٔ ۲۰۲۳» million دلار آمریکا)  |